# Spätzlesbrett

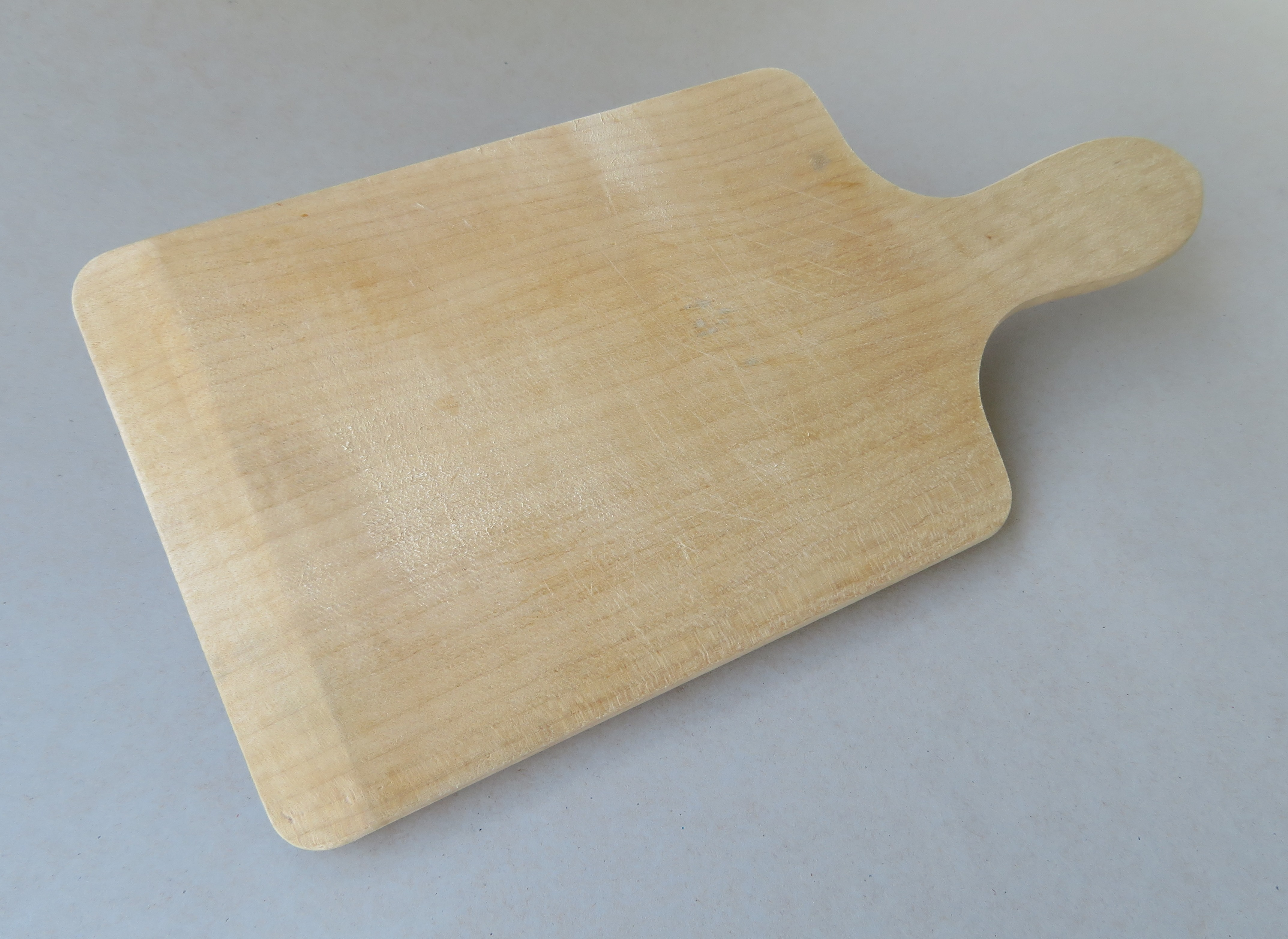
Spätzlesbrett

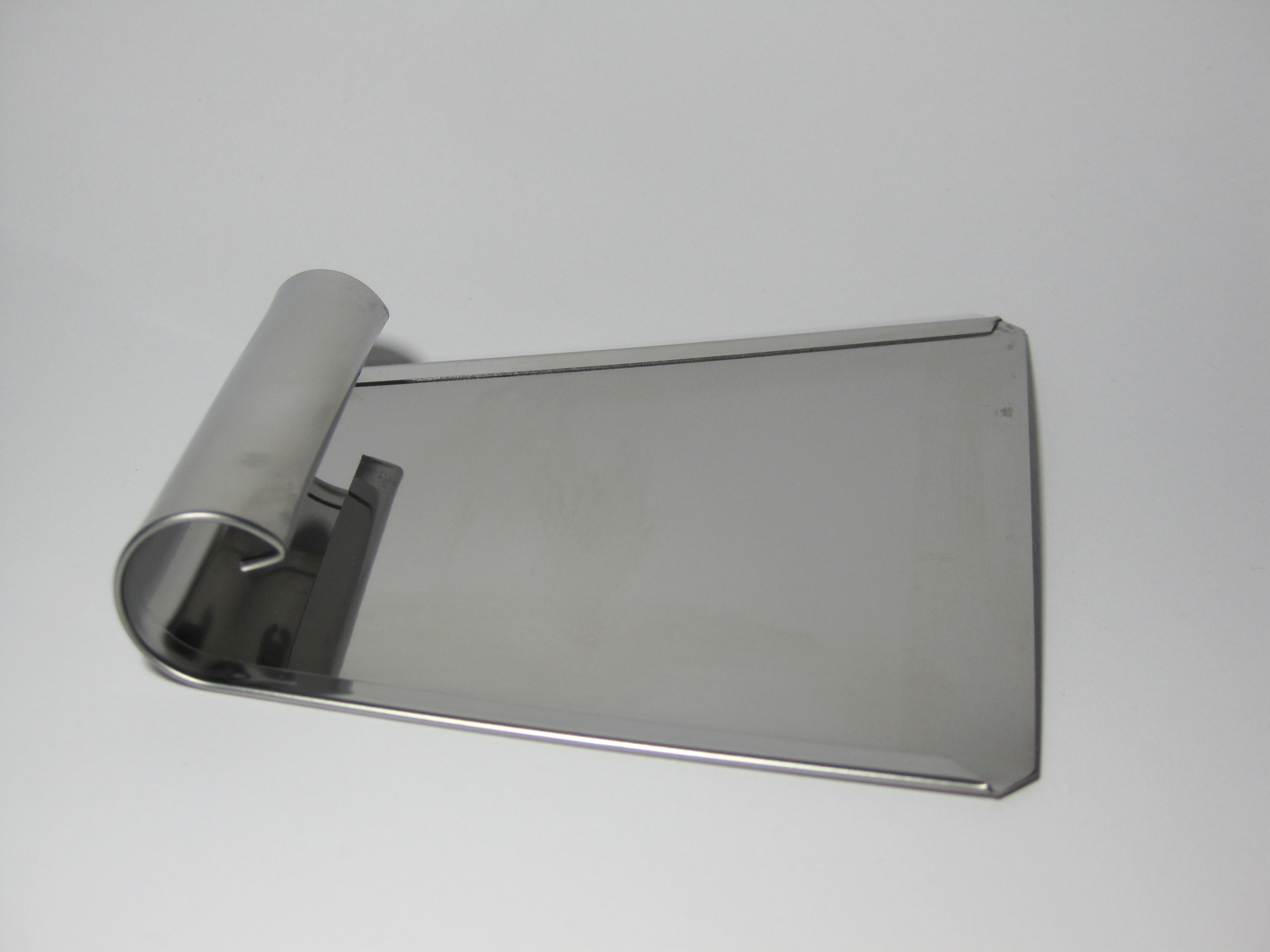
Spätzlesschaber

Ein Spätzlesbrett ist ein meist 6 bis 8 mm dickes, knapp 15 cm breites und etwa 20 bis 25 cm langes Brettchen, das an der oberen Schmalseite einen Handgriff besitzt, um es zu halten. Es wird dazu benutzt, Spätzle zu schaben. An der unteren Schmalseite ist es zugespitzt. Nach Befeuchten mit heißem Wasser (um das Anhaften des Teigs am Holz zu verhindern) wird der angemachte Spätzlesteig auf das Spätzlesbrett aufgetragen und mit einem Messer oder einem Spätzlesschaber ins heiße Wasser geschabt.
2006 war im Freilichtmuseum Beuren eine Ausstellung mit dem Titel Spätzle schaben, pressen, hobeln zu sehen, in deren Rahmen auch ein Spätzlesschabwettbewerb durchgeführt wurde. Der Gewinner bediente sich keines konventionellen Spätzlesbretts, sondern einer Eigenkonstruktion aus einer CD-Hülle.